# Winifred Griffin
Winifred Clare Griffin (17 novembre 1932 – 11 dicembre 2018) è stata una nuotatrice neozelandese.
Specializzata nello stile libero, ha partecipato ai Giochi di Melbourne 1956, gareggiando nei 100m sl e nei 400m sl.